# Filikomys
Filikomys is een uitgestorven zoogdier uit de familie Neoplagiaulacidae van de Multituberculata. Dit dier leefde tijdens het Laat-Krijt in Noord-Amerika.

## Taxonomie
Er zijn twee soorten Filikomys, de typesoort F. primaevus (Lambe, 1902) en F. minor (Eaton, 2002). Beiden waren voorheen toegewezen aan het jongere geslacht Mesodma, maar Weaver et al. (2020) erkenden dat ze een apart geslacht vertegenwoordigden.

## Fossiele vondsten
Fossielen van Filikomys zijn gevonden in de Canadese provincie Alberta en de Amerikaanse staten Montana, Utah en Wyoming.
In 2020 werd de vondst beschreven van een stuk rots met meerdere individuen van Filikomys primaevus bijeen. Deze vondst werd gedaan in Egg Mountain-locatie van de Two Medicine-formatie in Montana in aardlagen van 77,5 miljoen jaar oud, daterend uit het tijdvak Campanien. De rotslaag omvat schedels en skeletten van 22 volwassen en jongvolwassen individuen, geclusterd in groepen van twee tot vijf dieren.

## Kenmerken
Filikomys was zo groot als een muis. De gegroepeerde fossielen uit Egg Mountain zijn het eerste voorbeeld van een sociale leefwijze bij zoogdieren uit het Mesozoïcum. Meerdere generaties leefden samen in ondergrondse nesten. De krachtige bouw van de schouders en ellebogen komen overeen met die van de hedendaagse oostelijke wangzakeekhoorn en wijzen op een dier dat goed kon graven. De heupen en knieën zijn flexibel en zo geschikt voor het bewegen in nauwe ruimtes, zoals ondergrondse gangen.